# Жієц
Жієц (рум. Jieț) — село у повіті Хунедоара в Румунії. Адміністративно підпорядковане місту Петріла.
Село розташоване на відстані 237 км на північний захід від Бухареста, 64 км на південний схід від Деви, 126 км на північ від Крайови.

## Населення
За даними перепису населення 2002 року у селі проживали 803 особи.
Національний склад населення села:
| Національність | Кількість осіб | Відсоток |
| -------------- | -------------- | -------- |
| румуни         | 782            | 97,4%    |
| угорці         | 11             | 1,4%     |
| цигани         | 7              | 0,9%     |

Рідною мовою назвали:
| Мова      | Кількість осіб | Відсоток |
| --------- | -------------- | -------- |
| румунська | 794            | 98,9%    |
| угорська  | 7              | 0,9%     |